# Massinium granulosum
Massinium granulosum is een zeekomkommer uit de familie Phyllophoridae.
De wetenschappelijke naam van de soort werd in 2010 gepubliceerd door Samyn, Thandar en VandenSpiegel.